# وان لایمینگ
وان لایمینگ (انگلیسی: Wan Laiming؛ ۱۸ ژانویه ۱۹۰۰-۷ نوامبر ۱۹۹۷) یک کارگردان و فیلم‌نامه‌نویس چینی بود. از فیلم‌های او می‌توان به ویرانی در بهشت اشاره کرد.